# José Yves Limantour
Pour les articles homonymes, voir Limantour et Joseph Yves Limantour.
José Yves Limantour, né le 26 décembre 1854 à Mexico et mort le 26 août 1935 à Paris, est un économiste et homme politique mexicain. Ministre des Finances puis chef de file des Científicos, il participe à la modernisation économique du Mexique. En France, il est élu membre associé de l'Académie des sciences morales et politiques.

## Biographie
Il est le fils de Joseph Yves Limantour (1812-1885), armateur de commerce français opérant en Californie et au Mexique. Après des études menées dans son pays mais aussi en Europe, qu'il découvre lorsqu'il a quatorze ans, José Yves Limantour suit des études de droit et d'économie.
Très vite, il commence une carrière politique et conseille le gouvernement dans le domaine monétaire et commercial. En mai 1893, il est nommé ministre des Finances, et conserve ce poste jusqu'à la démission du président Porfirio Díaz, le 25 mai 1911. On le considère alors comme le chef de file des Científicos, ce groupe d'hommes d'affaires et de scientifiques au service du président. Il a, à ce titre, contribué à la modernisation économique du pays, en développant notamment les moyens de transport et en réformant la monnaie et le système bancaire.
José Yves Limantour termine sa vie en France, où il est membre associé de l'Académie des sciences morales et politiques. Il est inhumé au cimetière de Montmartre.

## Distinctions
Le gouvernement français le fait Commandeur de la Légion d'honneur le 25 janvier 1898.

## Prix Limantour
En son honneur, l'Académie des sciences morales et politiques distribue tous les deux ans un prix qui porte son nom. Il distingue alternativement un livre de législation, d'économie politique et d'histoire :
- 2001 : Claudine Guerrier, Les Écoutes téléphoniques, Paris, 2000
- 2003 : Michel Godet, pour l'ensemble de son œuvre
- 2005 : Jean Bérenger, Léopold Ier, fondateur de la puissance autrichienne, Paris, 2004
- 2007 : Hervé Leuwers, L'Invention du barreau français, 1660-1830. La construction nationale d'un groupe professionnel, Paris, 2006
- 2009 : Pierre Calame, Essai sur l'œconomie, Paris, 2009
- 2011 : François Caron, La Dynamique de l'innovation. Changement technique et changement social, XVIe – XXe siècles, Paris, 2010.

## Sources et bibliographie
- Journal des débats, 29 août 1935.